# Lyctus linearis
Lyctus linearis là một loài bọ cánh cứng đục lỗ trong gỗ trong họ Bostrichidae. Ấu trùng của loài này sống trong các thân gỗ khô của cây sồi.

## Hình ảnh

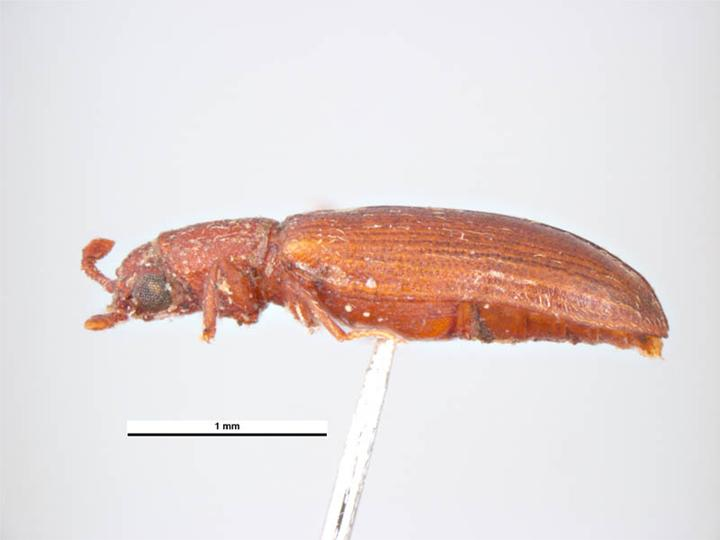
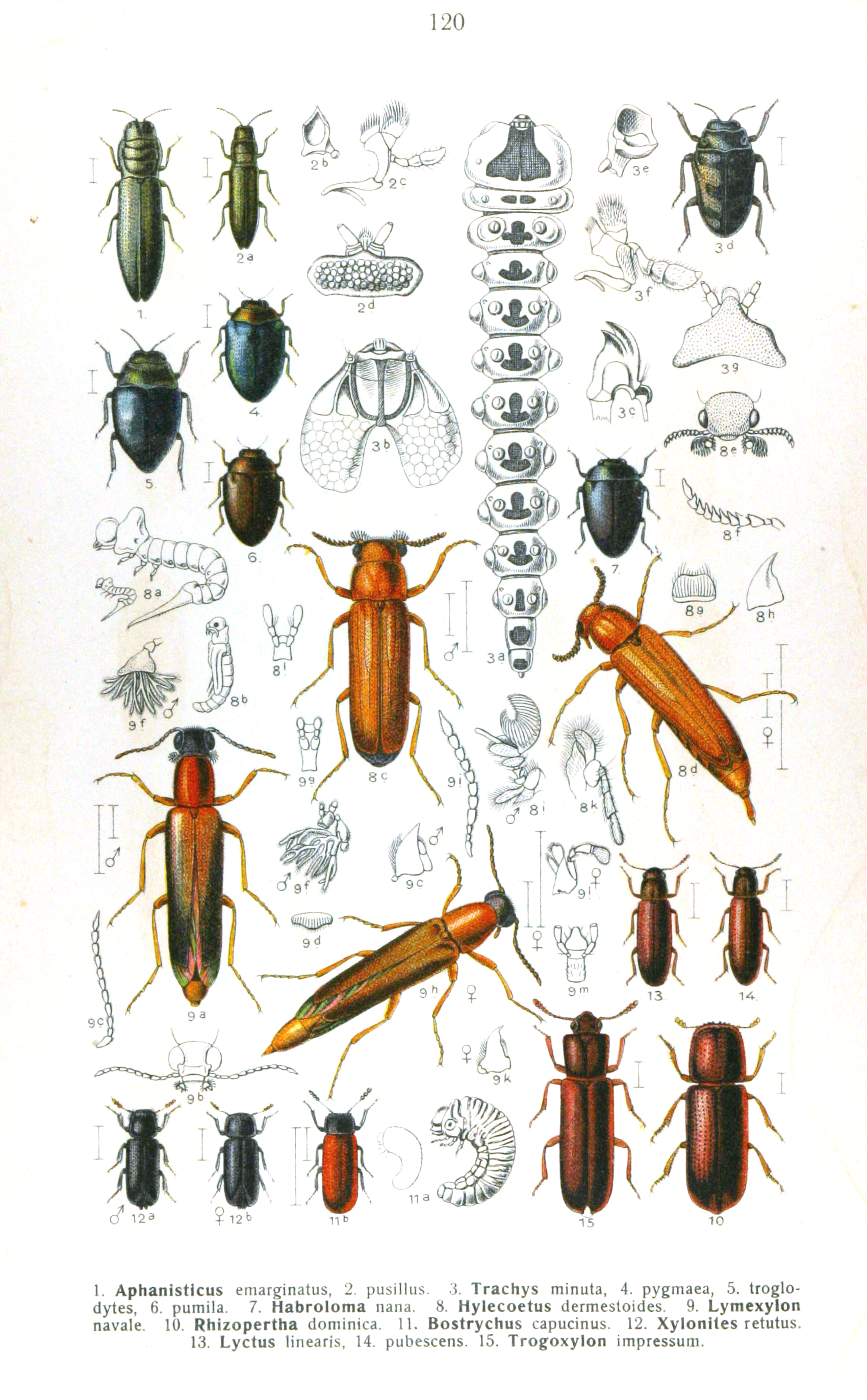